# Villereau (Nord)
Villereau település Franciaországban, Nord megyében. Lakosainak száma 1062 fő (2022. január 1.). Villereau Frasnoy, Potelle, Gommegnies, Jolimetz, Locquignol és Le Quesnoy községekkel határos.

## Népesség
A település népessége az elmúlt években az alábbi módon változott:
| Lakosok száma | 973  | 975  | 989  | 996  | 1021 | 1046 | 1054 | 1057 | 1062 |
|               | 2013 | 2015 | 2016 | 2017 | 2018 | 2019 | 2020 | 2021 | 2022 |